# Mistrovství světa v rychlobruslení na jednotlivých tratích 2001
Mistrovství světa v rychlobruslení na jednotlivých tratích 2001 se konalo od 9. do 11. března 2001 v rychlobruslařské hale Utah Olympic Oval v americkém Kearns nedaleko Salt Lake City. Jednalo se o 6. mistrovství světa v rychlobruslení na jednotlivých tratích.
Čeští rychlobruslaři se šampionátu nezúčastnili.
| Program                            | Program                                        | Program                               | Program |
| ---------------------------------- | ---------------------------------------------- | ------------------------------------- | ------- |
| 9. března                          | 10. března                                     | 11. března                            |         |
| 1500 m muži 500 m ženy 3000 m ženy | 500 m muži 5000 m muži 1000 m ženy 5000 m ženy | 1000 m muži 10 000 m muži 1500 m ženy |         |

## Muži

### 500 metrů
Závodu se zúčastnilo 24 závodníků.
| Pořadí           | Jméno              | Země        | Čas 1       | Čas 2           | Celkový čas |
| ---------------- | ------------------ | ----------- | ----------- | --------------- | ----------- |
| Zlatá medaile    | Hirojasu Šimizu    | Japonsko    | 34,64 (1.)  | 34,32 (1.) (WR) | 68,960      |
| Stříbrná medaile | Jeremy Wotherspoon | Kanada      | 34,77 (2.)  | 34,52 (2.)      | 69,290      |
| Bronzová medaile | Casey FitzRandolph | USA         | 35,04 (5.)  | 34,72 (3.)      | 69,760      |
| 4.               | Manabu Horii       | Japonsko    | 34,92 (3.)  | 34,90 (5.)      | 69,820      |
| 5.               | I Kju-hjok         | Jižní Korea | 35,23 (8.)  | 34,84 (4.)      | 70,070      |
| 6.               | Sergej Klevčenja   | Rusko       | 35,23 (8.)  | 35,00 (8.)      | 70,230      |
| 7.               | Tojoki Takeda      | Japonsko    | 35,03 (4.)  | 35,21 (10.)     | 70,240      |
| 8.               | Joey Cheek         | USA         | 35,28 (11.) | 34,98 (7.)      | 70,260      |
| 9.               | Mike Ireland       | Kanada      | 35,48 (15.) | 34,94 (6.)      | 70,420      |
| 10.              | Janne Hänninen     | Finsko      | 35,21 (6.)  | 35,23 (12.)     | 70,440      |

### 1000 metrů
Závodu se zúčastnilo 24 závodníků.
| Pořadí           | Jméno              | Země        | Čas          |
| ---------------- | ------------------ | ----------- | ------------ |
| Zlatá medaile    | Jeremy Wotherspoon | Kanada      | 1:08,28 (WR) |
| Stříbrná medaile | Ådne Søndrål       | Norsko      | 1:08,50      |
| Bronzová medaile | Sergej Klevčenja   | Rusko       | 1:08,59      |
| 4.               | I Kju-hjok         | Jižní Korea | 1:08,61      |
| 5.               | Gerard van Velde   | Nizozemsko  | 1:08,70      |
| 6.               | Erben Wennemars    | Nizozemsko  | 1:08,76      |
| 7.               | Jusuke Imai        | Japonsko    | 1:08,78      |
| 8.               | Mike Ireland       | Kanada      | 1:08,86      |
| 9.               | Casey FitzRandolph | USA         | 1:09,10      |
| 10.              | Jan Bos            | Nizozemsko  | 1:09,24      |

### 1500 metrů
Závodu se zúčastnilo 24 závodníků.
| Pořadí           | Jméno            | Země       | Čas     |
| ---------------- | ---------------- | ---------- | ------- |
| Zlatá medaile    | Ådne Søndrål     | Norsko     | 1:46,10 |
| Stříbrná medaile | Derek Parra      | USA        | 1:46,20 |
| Bronzová medaile | Erben Wennemars  | Nizozemsko | 1:46,22 |
| 4.               | Alexandr Kibalko | Rusko      | 1:46,42 |
| 5.               | Jusuke Imai      | Japonsko   | 1:46,94 |
| 6.               | Petter Andersen  | Norsko     | 1:46,99 |
| 6.               | Vadim Sajutin    | Rusko      | 1:46,99 |
| 8.               | Hirojuki Noake   | Japonsko   | 1:47,04 |
| 9.               | Sergej Cibenko   | Kazachstán | 1:47,14 |
| 10.              | KC Boutiette     | USA        | 1:47,30 |

### 5000 metrů
Závodu se zúčastnilo 24 závodníků.
| Pořadí           | Jméno            | Země       | Čas     |
| ---------------- | ---------------- | ---------- | ------- |
| Zlatá medaile    | Bob de Jong      | Nizozemsko | 6:19,58 |
| Stříbrná medaile | Carl Verheijen   | Nizozemsko | 6:22,43 |
| Bronzová medaile | Gianni Romme     | Nizozemsko | 6:25,00 |
| 4.               | Vadim Sajutin    | Rusko      | 6:25,60 |
| 5.               | Keidži Širahata  | Japonsko   | 6:26,04 |
| 6.               | Frank Dittrich   | Německo    | 6:28,34 |
| 7.               | Lasse Sætre      | Norsko     | 6:29,54 |
| 8.               | KC Boutiette     | USA        | 6:31,93 |
| 9.               | Alexandr Kibalko | Rusko      | 6:32,56 |
| 10.              | Dustin Molicki   | Kanada     | 6:33,56 |

### 10 000 metrů
Závodu  se zúčastnilo 16 závodníků.
| Pořadí           | Jméno             | Země       | Čas      |
| ---------------- | ----------------- | ---------- | -------- |
| Zlatá medaile    | Carl Verheijen    | Nizozemsko | 13:12,49 |
| Stříbrná medaile | Bob de Jong       | Nizozemsko | 13:13,81 |
| Bronzová medaile | Vadim Sajutin     | Rusko      | 13:17,83 |
| 4.               | Frank Dittrich    | Německo    | 13:19,09 |
| 5.               | Lasse Sætre       | Norsko     | 13:19,33 |
| 6.               | Keidži Širahata   | Japonsko   | 13:19,92 |
| 7.               | Jochem Uytdehaage | Nizozemsko | 13:23,02 |
| 8.               | Bart Veldkamp     | Belgie     | 13:32,81 |
| 9.               | Øystein Grødum    | Norsko     | 13:33,53 |
| 10.              | Stian Bjørge      | Norsko     | 13:38,75 |

## Ženy

### 500 metrů
Závodu se zúčastnilo 24 závodnic.
| Pořadí           | Jméno                           | Země       | Čas 1       | Čas 2           | Celkový čas |
| ---------------- | ------------------------------- | ---------- | ----------- | --------------- | ----------- |
| Zlatá medaile    | Catriona LeMayová-Doanová       | Kanada     | 37,43 (1.)  | 37,29 (1.) (WR) | 74,720      |
| Stříbrná medaile | Monique Garbrechtová-Enfeldtová | Německo    | 37,71 (3.)  | 37,49 (2.)      | 75,200      |
| Bronzová medaile | Světlana Žurovová               | Rusko      | 37,69 (2.)  | 37,55 (3.)      | 75,240      |
| 4.               | Sabine Völkerová                | Německo    | 37,72 (4.)  | 37,62 (4.)      | 75,340      |
| 5.               | Andrea Nuytová                  | Nizozemsko | 38,37 (8.)  | 37,98 (5.)      | 76,350      |
| 6.               | Jukari Watanabeová              | Japonsko   | 38,39 (9.)  | 38,13 (6.)      | 76,520      |
| 7.               | Susan Auchová                   | Kanada     | 38,36 (7.)  | 38,19 (8.)      | 76,550      |
| 8.               | Sajuri Ósugaová                 | Japonsko   | 38,40 (10.) | 38,18 (7.)      | 76,580      |
| 9.               | Marianne Timmerová              | Nizozemsko | 38,34 (6.)  | 38,29 (10.)     | 76,630      |
| 10.              | Tomomi Okazakiová               | Japonsko   | 38,31 (5.)  | 38,35 (11.)     | 76,660      |

### 1000 metrů
Závodu se zúčastnilo 24 závodnic.
| Pořadí           | Jméno                           | Země       | Čas          |
| ---------------- | ------------------------------- | ---------- | ------------ |
| Zlatá medaile    | Monique Garbrechtová-Enfeldtová | Německo    | 1:14,13 (WR) |
| Stříbrná medaile | Sabine Völkerová                | Německo    | 1:14,14      |
| Bronzová medaile | Catriona LeMayová-Doanová       | Kanada     | 1:14,50      |
| 4.               | Chris Wittyová                  | USA        | 1:14,59      |
| 5.               | Anni Friesingerová              | Německo    | 1:14,75      |
| 6.               | Světlana Žurovová               | Rusko      | 1.15,16      |
| 7.               | Cindy Klassenová                | Kanada     | 1:15,27      |
| 8.               | Marianne Timmerová              | Nizozemsko | 1:15,36      |
| 9.               | Jennifer Rodriguezová           | USA        | 1:15,44      |
| 10.              | Aki Tonoikeová                  | Japonsko   | 1:15,49      |

### 1500 metrů
Závodu se zúčastnilo 21 závodnic.
| Pořadí           | Jméno                         | Země       | Čas     |
| ---------------- | ----------------------------- | ---------- | ------- |
| Zlatá medaile    | Anni Friesingerová            | Německo    | 1:54,58 |
| Stříbrná medaile | Maki Tabataová                | Japonsko   | 1:54,76 |
| Bronzová medaile | Cindy Klassenová              | Kanada     | 1:55,08 |
| 4.               | Renate Groenewoldová          | Nizozemsko | 1:55,68 |
| 5.               | Jennifer Rodriguezová         | USA        | 1:55,78 |
| 6.               | Sung Li                       | Čína       | 1:55,79 |
| 7.               | Barbara de Loorová            | Nizozemsko | 1:55,83 |
| 8.               | Chris Wittyová                | USA        | 1:56,05 |
| 9.               | Natalja Polozkovová-Kozlovová | Rusko      | 1:56,25 |
| 10.              | Varvara Baryševová            | Rusko      | 1:56,32 |

### 3000 metrů
Závodu se zúčastnilo 22 závodnic.
| Pořadí           | Jméno                          | Země       | Čas     |
| ---------------- | ------------------------------ | ---------- | ------- |
| Zlatá medaile    | Gunda Niemannová-Stirnemannová | Německo    | 4:00,34 |
| Stříbrná medaile | Anni Friesingerová             | Německo    | 4:01,98 |
| Bronzová medaile | Claudia Pechsteinová           | Německo    | 4:02,13 |
| 4.               | Cindy Klassenová               | Kanada     | 4:02,41 |
| 5.               | Maki Tabataová                 | Japonsko   | 4:03,74 |
| 6.               | Barbara de Loorová             | Nizozemsko | 4:04,56 |
| 7.               | Renate Groenewoldová           | Nizozemsko | 4:05,64 |
| 8.               | Varvara Baryševová             | Rusko      | 4:05,73 |
| 9.               | Jennifer Rodriguezová          | USA        | 4:06,63 |
| 10.              | Sung Li                        | Čína       | 4:07,01 |

### 5000 metrů
Závodu se zúčastnilo 16 závodnic.
| Pořadí           | Jméno                          | Země       | Čas          |
| ---------------- | ------------------------------ | ---------- | ------------ |
| Zlatá medaile    | Gunda Niemannová-Stirnemannová | Německo    | 6:52,44 (WR) |
| Stříbrná medaile | Claudia Pechsteinová           | Německo    | 6:58,11      |
| Bronzová medaile | Maki Tabataová                 | Japonsko   | 7:05,49      |
| 4.               | Renate Groenewoldová           | Nizozemsko | 7:06,53      |
| 5.               | Wieteke Cramerová              | Nizozemsko | 7:09,29      |
| 6.               | Ljudmila Prokaševová           | Kazachstán | 7:09,42      |
| 7.               | Kristina Grovesová             | Kanada     | 7:10,52      |
| 8.               | Eriko Seová                    | Japonsko   | 7:12,16      |
| 9.               | Tonny de Jongová               | Nizozemsko | 7:13,60      |
| 10.              | Nami Nemotová                  | Japonsko   | 7:13,86      |

## Medailové pořadí zemí
| Pořadí | Země       | Zlato | Stříbro | Bronz | Celkem |
| ------ | ---------- | ----- | ------- | ----- | ------ |
| 1.     | Německo    | 4     | 4       | 1     | 9      |
| 2.     | Nizozemsko | 2     | 2       | 2     | 6      |
| 3.     | Kanada     | 2     | 1       | 2     | 5      |
| 4.     | Japonsko   | 1     | 1       | 1     | 3      |
| 5.     | Norsko     | 1     | 1       | 0     | 2      |
| 6.     | USA        | 0     | 1       | 1     | 2      |
| 7.     | Rusko      | 0     | 0       | 3     | 3      |